# Bolo lunar

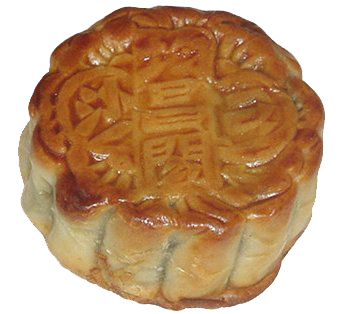
Bolo da lua tradicional

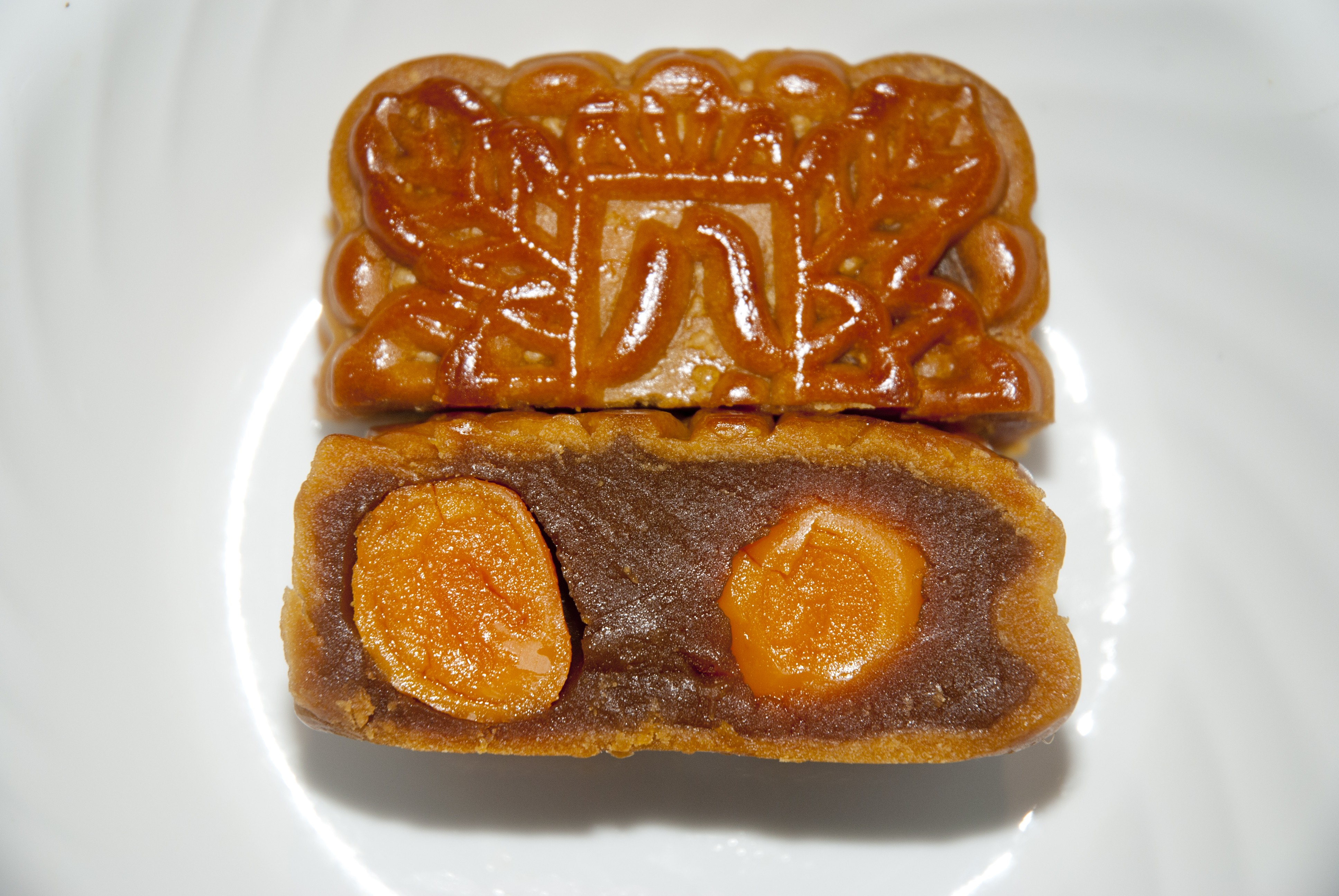
Bolo da lua estilo cantonês com duas gemas salgadas de ovo de pato e pasta de semente de lótus

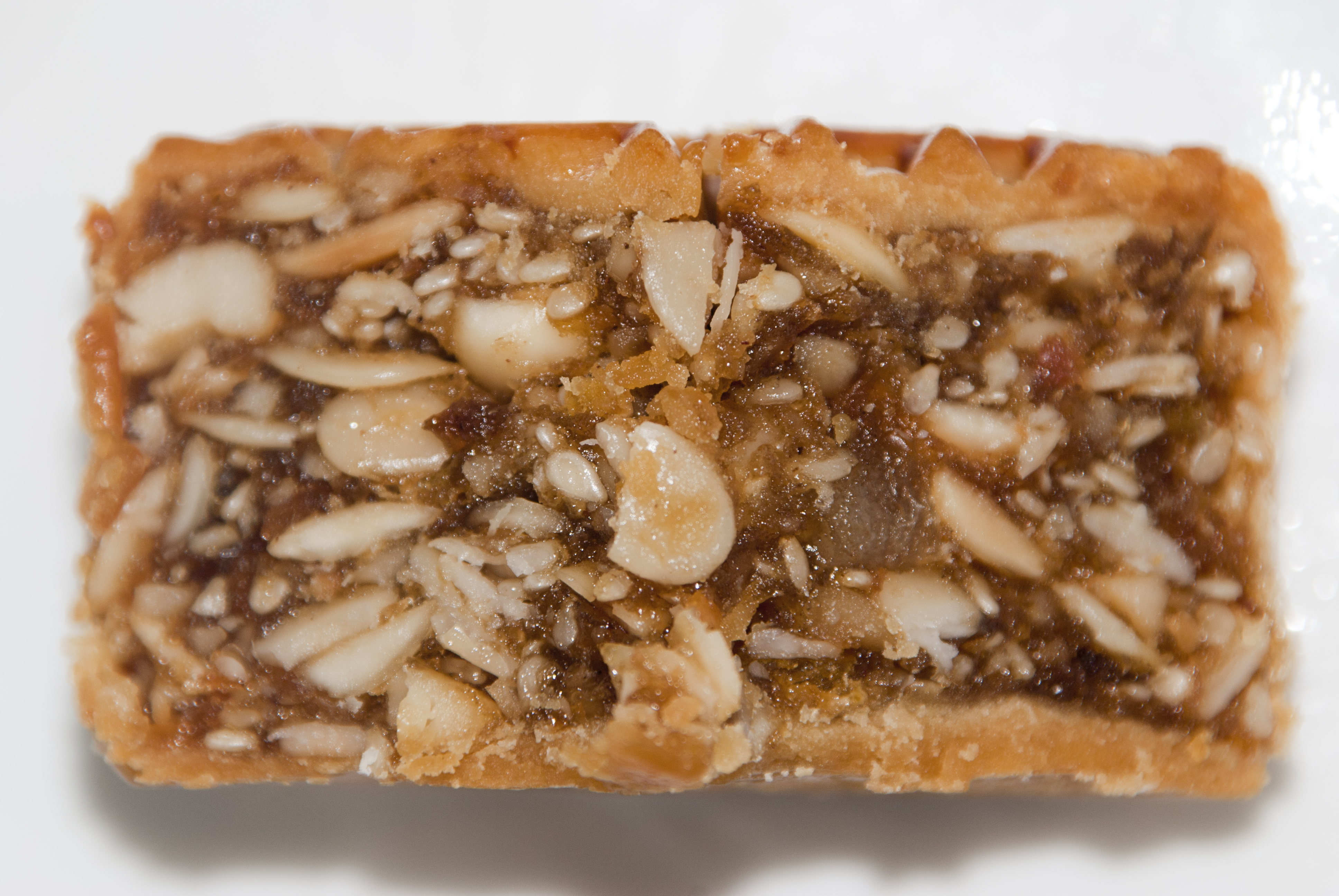
Bolo da lua no estilo cantonês com cinco tipos de nozes e frutas secas esmagadas (caju, semente de gergelim, amêndoas, amendoins e sementes de egusi)

Bolo lunar ou bolo da lua (chinês simplificado: 月饼, chinês tradicional: 月餅, pinyin: yuèbĭng) é um pequeno bolo chinês, tradicionalmente comido durante o Festival de Meio do Outono (ou Festival da Lua), mas também consumido em outras épocas do ano. Os bolos da lua típicos são redondos ou retangulares, com cerca de 10 cm de diâmetro e entre 4 e 5 cm de espessura. Têm uma casca relativamente fina (entre 2 e 3 mm) que envolve um recheio rico e espesso, geralmente feito de feijão vermelho ou semente de lótus, podendo conter gemas salgadas de ovos de pata. São tipicamente pesados, se comparados com a maioria dos bolos orientais. Normalmente, são comidos em pequenas fatias, acompanhados de chá.
Devido à influência chinesa, o bolo lunar e o festival de meio de outono chegaram a outras partes da Ásia Oriental.